# 包志理
包志理（英語：Rev. Henry Cornelius Bartel，1872年—1965年2月28日），美国在华传教士。
1872年，包志理出生在俄屬波蘭的貢賓門諾派基督徒家庭。1876年，三歲半時隨同父母移民，前往美國堪薩斯州開荒墾殖。1878年，母親包瑪莉離世。1890年12月受洗加入教會。1900年11月4日，包志理与蘇內利小姐結為夫妻。1901年10月，包志理夫妇受門諾會中國差會 () 差遣，成为在義和團之亂後首批進入中國的西方宣教士。他们到山東省曹縣，創辦「基督教福音會」，开办孤儿院和聖經學校。以後又前往內蒙古、陝西省、甘肅省、四川省建立教會。1949年上半年，包志理夫妻在四川廣元市三堆鎮設立聚會點。至文化大革命前夕，三堆福音會的活動被迫停止，到1982年才恢復活動。
1951年，包志理受到中国政府驱逐。1965年2月28日，包志理在美国去世，享年93岁。
他的長子包忠義（Loyal H. Bartel，1901年-1971年）作为無國籍宣教士始终留在中國，後來由于传教而被囚禁，1971年病逝在獄中。另一个儿子包忠傑则在中国大陆和香港的华人中间工作長達70年之久。